# Xã Campbell No. 1, Quận Greene, Missouri
Xã Campbell số 1 (tiếng Anh: Campbell No. 1 Township) là một xã thuộc quận Greene, tiểu bang Missouri, Hoa Kỳ. Năm 2010, dân số của xã này là 2.881 người.